# Badics Ferenc
Alistáli és szentkirályszabadjai Badics Ferenc (Székesfehérvár, 1854. augusztus 27. – Budapest, 1939. július 18.)  irodalomtörténész, a Magyar Tudományos Akadémia levelező (1894), rendes (1910), majd tiszteleti (1926) tagja, királyi tanácsos.

## Életpályája
Középiskoláit szülővárosában és Egerben végezte. Két évig a cisztercieknél teológiát tanult, majd a budapesti egyetem bölcseleti karán befejezve tanulmányait, 1879-ben magyar, irodalom, latin és francia szakos tanári és 1881-ben doktori oklevelet nyert. 1883-tól 1891-ig Újvidéken tanított, majd a budapesti I. kerületi Főgimnázium tanára, a Pedagógiai Társaság titkára, az Országos Közoktatásügyi Tanács bíráló tagja és az Akadémia Irodalomtörténeti Bizottságának tagja, később elnöke is lett. A budapesti Trefort utcai Minta-gimnázium igazgatójaként (1889-1914) jó szervezőkészségről, rendszeretetről és szigorról tett tanúságot. Igazgatósága alatt épült fel a második épületszárny és bővült nyolcosztályossá a gimnázium. Az első világháború idején királyi tanácsosi címet kapott és a pesti kerület tankerületi főigazgatójává nevezték ki. A vidéki lapokban megjelent szépirodalmi próbálkozásai (Bánkai Ferenc álnéven) s néhány nyelvészeti értekezése után, főleg az irodalomtörténettel foglalkozott. Hét gyermeke volt, a hat fiú mind egyetemet végzett, jogász, mezőgazdász, katonatiszt, bankvezető lett belőlük, szép karriert futottak be, leánya kertészeti felső-iskolát végzett.

## Családja
Felesége: puchói Horváth Jolán (Fót, 1864. március 12. – Budapest, 1940. október 3.)
Gyermekeik:
- Ferenc (Újvidék, 1884. szeptember 3. – Budaörs, 1959. október) ügyvéd, az Országos Földhitel Intézet igazgatója, kormányfőtanácsos, felesége Fiala Boriska (1889–1959)
- Béla (Újvidék, 1885. szeptember 26. – Budapest, 1929. február 2.[11]) magyar királyi honvéd őrnagy, felesége kilényi Kilényi Margit (1878–1951)
- László (Újvidék, 1887. július 5. – 1953) az Országos Földhitel Intézet igazgatója, felesége Horváth Piroska (1889. május 21. – Kanada, 1982. január)
- Aurél (Újvidék, 1889. május 3. – Budapest, 1967. szeptember 29.) Vallás és Közoktatási Minisztérium miniszteri titkár, műegyetemi tanácsjegyző, a rektori hivatal vezetője, kormányfőtanácsos, a Mezőgazdasági Múzeum tudományos munkatársa, felesége Knébel /Knébl/ Irén (Budapest, 1904. december 13. – Neu-Isenburg, Darmstadt, 1978. augusztus 15.)
- Jolán (Budapest, 1892. október 12. – Florida/USA/, 1970. december), férje darvai és kricsfalusi Kricsfalussy Mihály (Kricsfalva, 1867. augusztus 28. – Budapest, 1935. január 6.) kereskedelemügyi minisztérium főtisztviselője, Budapest törvényhatósági bizottságának több ízben tagja, helyettes államtitkár
- István, vitéz (Budapest, 1895. január /vagy február/ 23 /vagy 3/. – Budapest, 1980. december), alezredes, felesége Bernáld Olga (Brassó, 1902. február 5–)
- József (Budapest, 1900. február 20. – Budapest, 1945. május 5.) a Magyar királíi Mezőgazdasági Múzeum igazgatója, felesége Leopold Éva (Szekszárd, 1905. október 20 – San Francisco, 1992. január 17.)

## Főbb munkái
Első nagyobb monográfiája Gaal József élete és munkái, I-III. (1881), mely megalapozta jó hírnevét; ezután a Magyar Helikon című pozsonyi irodalmi vállalatban megírta és kiadta Csokonai Vitéz Mihály (1883), Kisfaludy Sándor (1883) Arany János (1884), gróf Gvadányi József, Gaal József (1885) és Fáy András (1886) életrajzát.
Iskolai használatra bevezetéssel és magyarázatokkal adta ki Petőfi Sándor válogatott költeményeit (1888), s kiadta Petőfi összes leveleit, (Petőfi Könyvtár, 1910.)
Főműve Fáy András életrajza, széles körű forrástanulmányok alapján, gazdag történelmi részletezéssel készült monográfia, amely az akadémiától pályadíjat nyert (1890).
Sajtó alá rendezte és bevezetéssel látta el Jósika Miklós Ifj. Békési Ferenc című regényét és Gaal József összes műveit.
Számos kritikai, alkalmi, úti és néprajzi cikket írt. A XVII. század egyik legnagyobb magyar költőjének, Gyöngyösi István Márssal társalkodó Murányi Venusának tudományos értékű modern szövegét századunkra kiterjedő érvénnyel meghatározta Badics Ferenc 1909-es, majd 1914-es kritikai kiadása. A kiváló filológus szerzői kézirat hiányában az 1664-es kassai első nyomtatott megjelenés szövegéhez nyúlt vissza – szerencsés kézzel iktatva ki az 1702 és 1904 között napvilágot látott tíz kiadás szándékos, illetve véletlen szülte, tengernyi szövegromlását. Sajnos Badicsnak csupán egyetlen – igaz, közel egykorú kéz javításait őrző – példány állt rendelkezésére, így óriási mennyiségű textológiai aprómunkáját, szövegjavítási ötleteit, korrekciós elképzeléseit e marosvásárhelyi – ma is a Teleki Tékában őrzött –, nem mindig biztos olvasatot nyújtó példány alapján végezte.
A tanügyi irodalom terén is sikereket ért el értekezéseivel, illetve tankönyvek szerkesztésével. Széchy Károly halála után az Akadémia megbízásából befejezte Zrínyi Miklós költői műveinek kiadását, 1906.
Beöthy Zsolttal együtt szerkesztette az Athenaeum Képes magyar irodalomtörténetét, melyben a Gyöngyösiről és a magyar tudományos irodalomról szóló fejezeteket is jegyezte. E mű sikerét jelzi, hogy három kiadást ért meg, s korának számos jelentős (irodalom)történésze vett részt megalkotásában, pl. Fraknói Vilmos, Marczali Henrik.

## Önállóan megjelent műveinek listája
- Liebig és Platen. Carriere M. után ford. Eger, 1875.
- Gaal József élete és munkái. Budapest, 1881. (Nemzeti könyvtár XXIII. Ismertetés: Koszorú VII. 1882. Fővár. Lapok 1881., Pesti Napló 1881., Egyetértés 1881.)
- Gaal József Peleskei Notáriusa. Budapest. 188?. (Különnyomat a Fővárosi Lapokból)
- Csokonai Vitéz Mihály. Pozsony, 1883. (Magyar Helikon – Jeles Férfiak Életrajzai II. 13. füz.)
- Kisfaludy Sándor. Pozsony, 1883. (Magyar Helikon – Jeles Férfiak Életrajzai II. 16. füz.)
- Arany János. Pozsony, 1884. (Magyar Helikon – Jeles Férfiak Életrajzai III. 32-33. füz.)
- Gr. Gvadányi József és Gaal József. Pozsony. 1885. (Magyar Helikon – Jeles Férfiak Életrajzai IV. 44. füz.)
- Fáy András. Pozsony, 1886. (Magyar Helikon – Jeles Férfiak Életrajzai IV. 58. füz.)
- Petőfi Sándor válogatott költeményei. Magyarázta Badics Ferenc. Budapest, 1888. Két kötet. (Ismertetés: Fővárosi Lapok 1888., Tanáregylet Közlönye XXII. Egyet. Közokt. Szemle és Egyet. Philol. Közlöny 1889.)
- Fáy András életrajza. Budapest, 1890. (A Magyar Tudományos Akadémia Könyvkiadó Vállalata)
- Magyar irodalmi olvasókönyv. Budapest, 1890 (több kiadásban: 1901, 1902, 1905, 1917, 1919).
- Irodalomtörténeti tanulmányok. Különlenyomat Beöthy Zsolt »Képes magyar irodalomtörténete«. 2. kiadásából. Budapest, 1898.
- Petőfi Sándor válogatott elbeszélő költeményei. Magyarázta dr. Badics Ferenc. 2. olcsó kiadás. Budapest, 1899.
- Petőfi Sándor. Válogatott lyrai költeményei. Magyarázta dr. Badics Ferenc. 2., olcsó kiadás. Budapest, 1899
- Fáy András válogatott meséi. Rendezte és bevezetéssel ellátta Badics Ferenc, Budapest, 1897/1900? (Magyar Könyvtár)
- Bajza József életrajza. Különlenyomat B. J. összegyűjtött munkái 3. kiadásából. Budapest, 1901.
- Jósika Miklós összes művei. Sajtó alá rendezi dr. Badics Ferenc. Budapest, 1901–1911.
- Bajza József összegyűjtött munkái. Budapest, 1904.
- Kisfaludy Sándor. Budapest, 1905.
- Gyöngyösi István főműveinek új kiadása. Irta s a M. Tud. Akadémia I. oszt. 1905. évi május 22-iki ülésén felolvasta Badics Ferenc. Különlenyomat a »Budapesti Szemle« 1905. októberi füzetéből. Budapest, 1905.
- Gyöngyösi István munkái. Az első kiadások után sajtó alá rendezte és bevezetéssel ellátta Badics Ferenc. Budapest, 1905. (Magyar Remekírók)
- Kuruc világ és kuruc költészet. Budapest, 1906.
- Zrínyi Miklós gróf költői művei. A M. T. Akadémia irodalomtörténeti bizottságának megbízásából a költő kéziratai alapján sajtó alá rendezte s jegyzetekkel kísérte Széchy Károly, Széchy Károly jegyzeteit sajtó alá rendezte s hagyatékának felhasználásával a bevezetést írta Badics Ferenc. Budapest, 1906.
- Gr. Zrinyi Miklós költői művei. Bevezetés. (Különlenyomat.) Budapest, 1906.
- Petőfi Sándor munkái. Sajtó alá rendezte és bevezetéssel ellátta Badics Ferenc. I–IV. kötet. Budapest, 1906. (Magyar Remekírók)
- Gyöngyösi István: Márssal társalkodó Murányi Vénus. A M. Tud. Akadémia irodalomtörténeti bizottságának megbízásából az első 1664-iki kiadás alapján sajtó alá rendezte, bevezetéssel, szövegjavító jegyzetekkel, név- és tárgymutatóval s teljes szövegjegyzékkel ellátta Badics Ferenc. (8-r. LV, 456 l.) Budapest, 1909.
- Petőfi levelei. Kunossy, Szilágyi és Társa, Budapest, 1910.
- Gyöngyösi István ismert és ismeretlen költeményei. Értekezések a nyelv- és széptudományok köréből (22. 4). Magyar Tudományos Akadémia, Budapest, 1912.
- Gyöngyösi István ismeretlen levelei. Bevezető tanulmánnyal és jegyzetekkel kiadta: Badics Ferenc. Budapest, 1913. Athenaeum. (Klny. az Irodalomtört. Közleményekből.)
- Gyöngyösi István összes költeményei. Budapest, 1914–1922, magyarázatokkal, jegyzetekkel. (Régi Magyar Költők Tára)
- Endrődi Sándor emlékezete. Budapest, 1921.
- Bajza József kiadatlan forradalmi költeményei. Irodalomtörténeti Közlemények, Budapest, 1924. 34. évf.
- Horváth János püspök írói és szónoki működése. Budapest, 1926. Szent István Akadémia székfoglaló beszéd.
- Megoldott problémák Gyöngyösi István életrajzában, Budapest, 1928.